# Storevar
Storevar är en tidigare tätort i Sandefjords kommun i Vestfold fylke i sydöstra Norge. Orten ligger vid fylkesväg 3154, vid sidan av fylkesväg 303, sydöst om tätorten Stokke.
Sedan 2015 räknas bebyggelsen i orten som en del av tätorten Melsomvik.
Tidigare har orten tillhört dåvarande Stokke kommun.